# Jan Mostaert
Jan Mostaert (c. 1475 — 1555 - 1556) foi um pintor holandês de retratos e figuras religiosas, embora sua mais famosa criação tenha sido o quadro West Indies Landscape. Mostaert viveu e morou no Haarlem toma sua vida e trabalhou com retratista para Margarida de Áustria, regente da Holanda.
Muito do seu trabalho foi destruído no grande incêndio de Haarlem em 1576 e algumas pinturas que era atribuídas a ele agora são creditadas a Adriaen Isenbrant. Foi aprendiz de Jacob van Haarlem. Seus primeiros trabalhos sofriam a influência de Geertgen tot Sint Jans, outro pintor de Haarlem. Com ele, Mostaert adotou um estilo refinado e composições sóbrias, bem como a pose rígida e angular de suas figuras.
A obra mais importante de Mostaert é West Indies Landscape, que parece ser um retrato do povos Zuni do Novo México. Ele nunca viajou para a América e teve assim de imaginar como era a vida lá. É possível que o artista tenha visado esboços de paisagens, mas isso não é certo, pois a maioria dos registros desenhados da época eram de animais, ferramentas ou costumes exóticos ao invés de panoramas. É possível que tenha criado o quadro a partir de relatos orais ou escritos. O mais provável é que a ilustração narre a busca de Coronado pelas cidades de ouro na aldeia de Cibola no Novo México e no Arizona, pois muito do quadro se assemelha a detalhes dos relatos de Pedro de Castaneda, que viajou com Coronado. É um dos primeiros relatos da invasão europeia na América e do bom selvagem.
Outro quadro seu, Retrato de um Cortesão, que até 2005 tinha estado sob a guarda do Museu de Belas Artes da Virgínia desde 1949, foi centro de uma recente descoberta: a obra tinha sido roubada de seus donos na Polônia durante a invasão nazista. O museu decidiu transferir a obra para a Embaixada Polonesa. A família que possuía a obra a doou para o Czartoryski Museum, em Cracóvia, na Polônia.